# Jackie Crookstone
 (mai 2025).
Jackie Crookstone (18 juin 1768 - 29 août 1797), également connue sous le nom de Joan Crookston, est une Écossaise associée aux émeutes qui ont conduit au massacre de Tranent (en), et une victime de ce massacre. Le massacre fait suite à une loi sur la conscription des Écossais valides âgés de dix-neuf à vingt-trois ans. Cette loi a pour objectif de fournir des hommes valides à l'empire britannique en expansion, mais les mineurs locaux s'opposent à la conscription forcée. 

## Jeunesse
Joan Crookston naît le 18 juin 1768 à Old Kirk à Gladsmuir (en), East Lothian. Elle est la fille d'Agnes Hogg et de James Crookston.

## Massacre de Tranent
La loi de 1797 sur la milice écossaise (en) (Scottish Militia Act) prévoit la conscription des Écossais valides âgés de dix-neuf à vingt-trois ans. Aberdeen, Dalry, Galston, Strathaven, Freuchie et Kirkintilloch ont été le théâtre d'émeutes et le gouvernement a réagi en envoyant des troupes.  Dans des documents compilés en 1844, un historien local note que les femmes écossaises étaient scandalisées à l'idée que leurs hommes soient enrôlés de force dans l'armée alors qu'ils viennent d'atteindre l'âge adulte et d'acquérir une profession. Il revient aux maîtres d'école de dresser les listes de conscription, ce qui suscite les protestations des habitants.
Lorsque l'armée arrive à Tranent le 28 août 1797 pour récupérer les conscrits, elle trouve les routes bordées de femmes et d'enfants. Une femme se serait approchée et aurait dit : « John, méfie-toi pour ta tête ! ». Une fois dans le village, la brigade tente de se rendre au point de rencontre prévu, mais une foule se rassemble avec des bâtons et un tambour. Jackie Crookston aurait approché le chef et lui aurait conseillé de partir. Selon une autre source, Jackie  Crookston aurait joué un rôle plus important dans les événements, en organisant une marche de protestation le 28 août 1797 avec d'autres femmes des villages voisins, et en utilisant un tambour pour lancer le slogan « pas de milice » dans le but d'intimider les propriétaires terriens locaux et les juges du comité de vote,.
Le scrutin de conscription de la milice a lieu le 29 août 1797. Il y eut une protestation, et les soldats confinés dans la maison publique John Glens à Tranent sortent par la porte arrière et adoptèrent une politique de « tirer pour tuer » contre la population, qui aurait été armée de bâtons pointus et de pierres. Les dragons se déchaînent dans les rues, poussant les manifestants dans les champs où la cavalerie est plus efficace. Au moins onze personnes sont tuées, dont Jackie Crookston. Son corps reste abandonné dans un champ de maïs pendant plusieurs semaines,,. 
L'avocat de Sa Majesté, Robert Dundas, décide de ne pas inculper les soldats qui ont tiré sur des civils non armés, car « une foule aussi dangereuse méritait davantage le nom d'insurrection ».

## Mémorial
Le rôle de Jackie Crookston dans le massacre de Tranent est commémoré par une statue sur la place de Tranent. Conçue par David Annand, elle est inaugurée en septembre 1995.